# Thraciërs

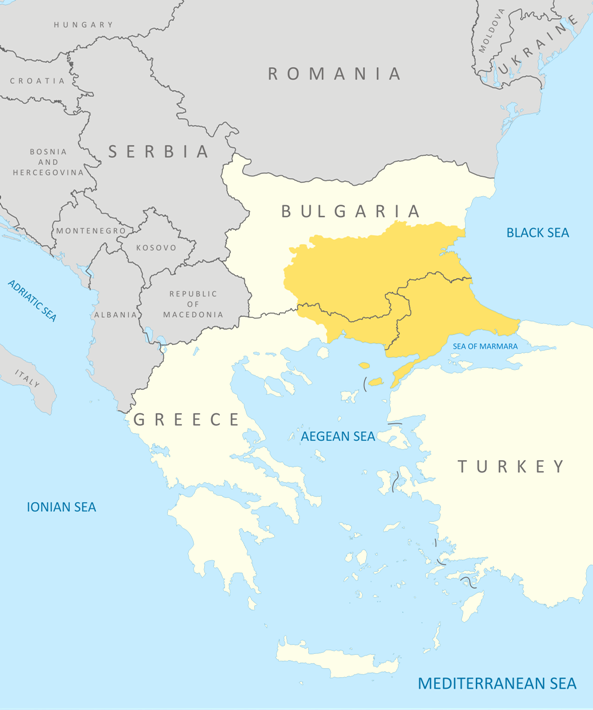
Thracië

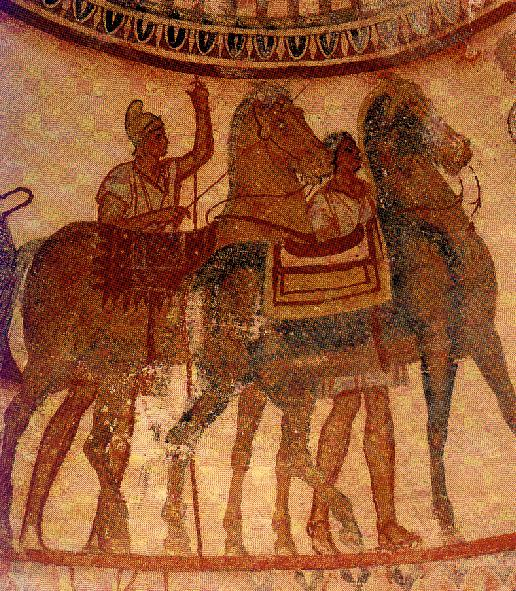
Fresco's in het Thracisch graf van Kazanlak

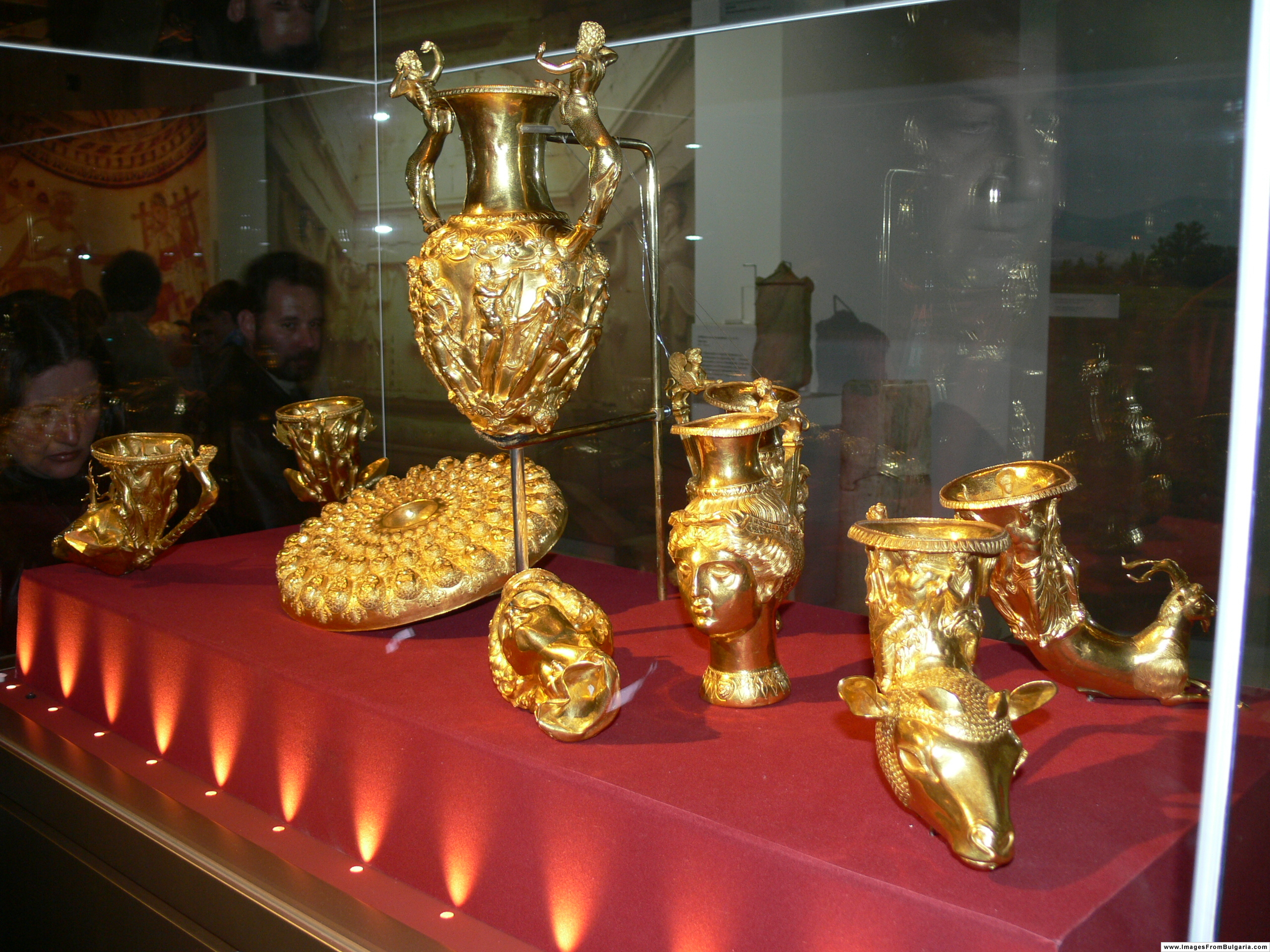
Thracische goudschat uit Panagyurishte, Bulgarije

De Thraciërs waren de bewoners van Thracië. Zij spraken een Indo-Europese taal: het Thracisch.

## Geschiedenis
De Thraciërs bewoonden in het 2e millennium vóór Christus Zuid-Rusland en het gebied rond Roemenië, Bulgarije en Noord-Griekenland. 
In de 5e eeuw vóór Christus was de Thracische aanwezigheid blijkbaar zo opvallend dat Herodotus hen het op een na (na de Indiërs) meest talrijke volk van de bekende wereld noemde en mogelijk het machtigste. Hij suggereerde dat - gezien de uitgestrektheid van de landen die ze bewoonden en controleerden - de Thraciërs "indien ze zich hadden verenigd" een enorm imperium zouden hebben gevormd.
De Thraciërs waren echter verdeeld in een groot aantal stamstaten die veelal onderling strijd leverden. Gedurende enkele periodes werd evenwel een aantal machtige staten georganiseerd. Voorbeelden hiervan zijn het Odrysische koninkrijk in Thracië en het Dacië van Boerebista.
In de Ilias stemden de Thraciërs toe om in de Trojaanse Oorlog aan de zijde van de Myceense Grieken te vechten. Volgens Homerus hebben de Thraciërs deze belofte niet gehouden. 
In de Odyssee plunderden Odysseus en zijn mannen op de terugweg van de oorlog Thracië, volgens de tekst als straf voor hun "lafheid". 
De werkelijke reden waarom de Thraciërs niet meestreden in de Trojaanse Oorlog is onbekend. Mogelijk waren er economische redenen of werden andere allianties aangegaan.
Een aantal mythologische figuren, onder meer de god Dionysos, de prinses Europa en de held Orpheus werden door de Grieken ontleend aan hun Thracische buren.
Flavius Josephus beweert dat de Bijbelse figuur Tiras, zoon van Jafet, de stichter was van de Thraciërs. "Tiras noemde ook hen over wie hij heerste de Tirassiërs, maar de Grieken veranderden de naam later in Thraciërs." AotJ I:6.

## Gevonden overblijfselen

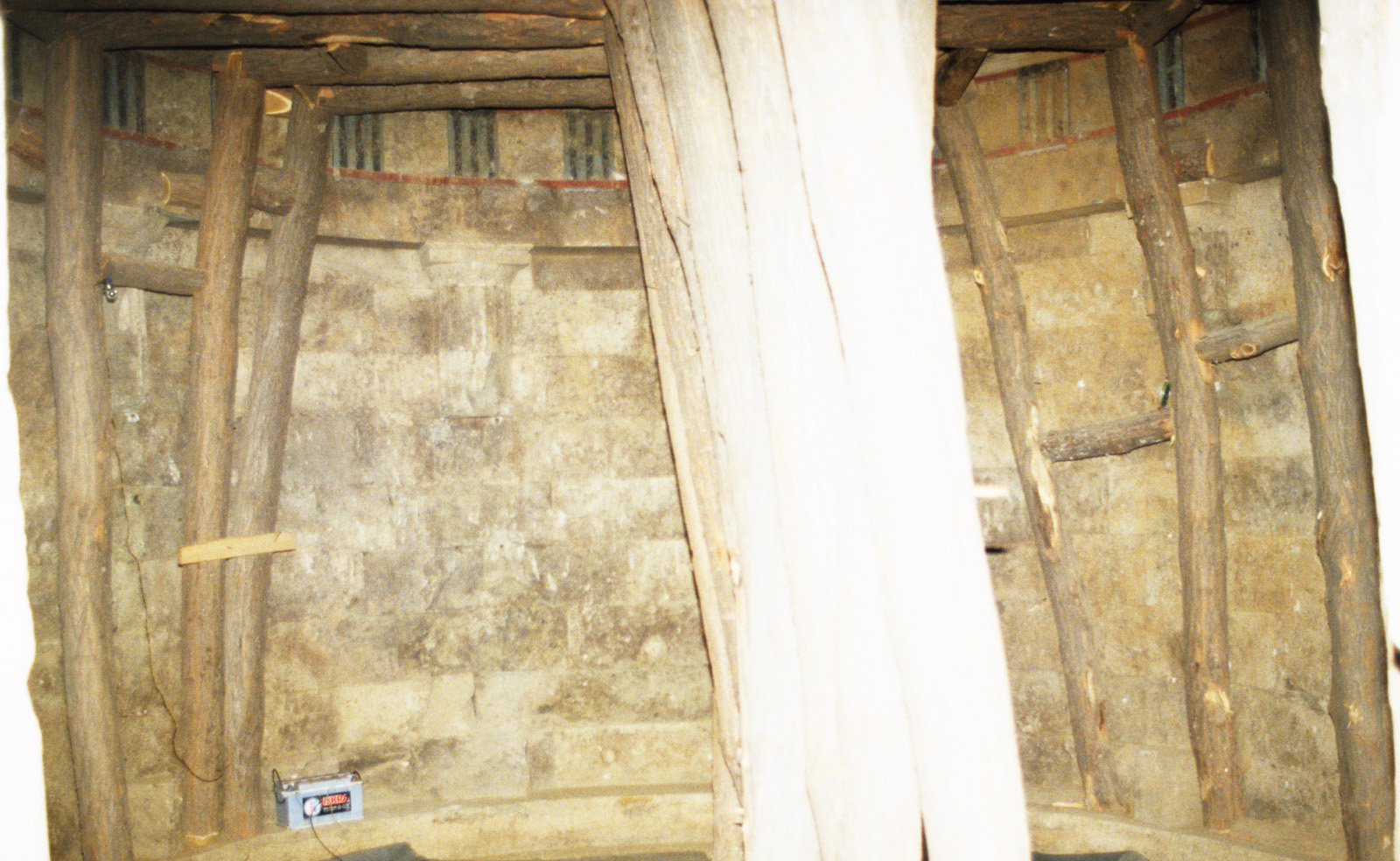
Thracische graftombe nabij Starosel, Centraal-Bulgarije

Er werden in de 20e eeuw en de eerste jaren van de 21e eeuw zeer opmerkelijke ontdekkingen in Centraal-Bulgarije gedaan, meer bepaald in het gebied ten zuiden van de Balkan tussen Shipka en Kazanlik. Dit gebied wordt aangeduid als de "Vallei van de Thracische koningen". Zowel het Thracisch graf van Kazanlak als het Thracisch graf van Sveshtari staan op de Werelderfgoedlijst van UNESCO.
Bulgaarse archeologen hebben in juli 2005 in het zuidoosten van het land een graftombe gevonden van een Thracische koning uit de 4e eeuw vóór Christus. De tombe was met schatten gevuld, onder meer met gouden en zilveren ringen, kronen en bekers. Het was de rijkst gevulde Thracische tombe die in honderd jaar was gevonden. De koning was begraven met zijn hond en twee paarden.
In oktober 2012 werd opnieuw een goudschat in een grafheuvel gevonden, in de buurt van Sveshtari.
Zij hebben in juli 2016 in een graf uit de oudheid ook de stoffelijke resten gevonden van een Thracische prinses. Het lijk was ontleed. Na haar overlijden zou het lichaam tijdens een religieus ritueel in stukken uiteen zijn gehaald.
Deze ontdekte grafstede in het zuidoosten van het land stamt vermoedelijk uit de tijd van de Macedonische koning Alexander de Grote, 356-323 voor Christus.

## Thracische stammen
- Bessi - in Bessapara, het hedendaags Pazardzjik
- Bisaltae - van de Strymon tot aan de Dardanellen
- Bithyni
- Kikonen
- Daciërs:[3]
  - Apuli - rond Alba Iulia in Transsylvanië
  - Karpatiërs - oostelijke gebieden van de Karpaten
  - Castubokken - Oekraïne
  - Suci - in Oltenië
- Dii
- Edoni
- Geten
- Maedi
- Odrysisch koninkrijk, een stammenvereniging
- Satrae
- Thyni
- Triballi

Van de volgende stammen is niet zeker dat ze Thracisch waren:
- Agathyrsi - Scythische stam, of gemengd Thraco-Scythisch
- Dardani - gemengd met Illyriërs en mogelijk met Paioniërs

## Beroemde Thraciërs
- Boerebista was koning van Dacië van 70 v.Chr. tot 44 v.Chr. Gedurende zijn heerschappij verenigde hij de Thraciërs in een groot rijk dat zich uitstrekte van het huidige Moravië in het westen tot de rivier de Boeg, in Oekraïne, in het oosten en van de Karpaten in het noorden tot Dionysopolis in het zuiden.
- Orpheus was, in de Griekse mythologie, een meesterzanger en lierspeler. Hij had een grote rol in de religieuze geschiedenis van Griekenland en Bulgarije.
- Spartacus was een Thraciër die door de Romeinen tot slaaf was gemaakt. Hij leidde een grote slavenopstand in Rome tussen 73 en 71 v.Chr.. Zijn leger van ontsnapte gladiatoren en slaven versloeg verscheidene Romeinse legioenen in wat bekendstaat als de Derde Servile Oorlog.
- Maximinus I Thrax was keizer van Rome van 235 tot de lente van 238
- Arsinoë II (316 - 270 v.Chr.), was koningin van Thracië, en later medeheerser met haar broer Ptolemaeus II Philadelphus over Egypte.